# Wilson Grey
Wilson Grey, nome artístico de Wilson Chaves (Rio de Janeiro, 10 de dezembro de 1923 – Rio de Janeiro, 3 de outubro de 1993), foi um ator brasileiro de cinema, teatro e televisão.
Considerado um dos melhores atores do cinema nacional e o artista que mais fez filmes no Brasil, Grey participou de 150 a 250 longas-metragens.

## Biografia

### Primeiros anos
Teve a vontade de ser ator desde cedo, tendo diversas profissões antes de ingressar na carreira artística, como anotador do jogo do bicho e até entregador de refeição de prostitutas.
Por conta de sua atribulada vida pregressa, Grey afirmou em entrevistas que seu papel em Vai Trabalhar, Vagabundo, o agiota Tainha, era "vagamente autobiográfico".[carece de fontes?]

## Carreira

### Teatro
Segundo o próprio, ele teria estudado teatro na Escola Martins Pena da Prefeitura do Rio de Janeiro ao lado de Fregolente e Luiz Linhares, que posteriormente também se destacaram no meio teatral.
Em 1942, Grey entrou para o Teatro do Estudante, de Paschoal Carlos Magno, após ter várias ocupações, algumas delas à margem da lei. Fazia trabalhos administrativos no teatro durante o dia, e à noite figurava no elenco de Hamlet, em um pequeno papel de soldado, sem fala.
Wilson Grey ainda passaria pela companhia teatral de Sady Cabral e realizaria várias peças infantis em hospitais e escolas sem ao apoio oficial antes de fundar com Jaime Barcelos, Luis Linhares, Sérgio Cardoso e Sérgio Britto, dentre outros, o Teatro dos Doze. Através do grupo ele excursionou por vários estados do país ao lado de Raul Roulien.

### Cinema
Grey começou sua carreira cinematográfica em 1948, com Hóspedes da Noite, de Ugo Lombardi, e não parou mais. Participou de vários filmes produzidos pelo estúdio Atlântida, na época áurea das chanchadas, invariavelmente no papel de vilão, ao lado de José Lewgoy. Seu tipo franzino e sua voz bem característica faziam dele um ator perfeito para interpretar o malandro carioca, personagem recorrente do cinema brasileiro das décadas de 1940 e 1950.

Wilson em cena de Quando o Carnaval Chegar, de 1972.

Após a estreia, atuou em dois filmes, em 1952, Amei Um Bicheiro e Carnaval Atlântida. E seguiu atuando em muitos filmes por ano, num período que o cinema era mais simples e fazer um grande número de gravações anuais era possível.
Grey reconheceu posteriormente que na década de 1950 ele se achava "um dos atores 'mais chatos' daquela fase", pois "quando tinha conhecimento de alguma filmagem, cercava o diretor à procura de uma chance. E não se conformava com respostas negativas".
Amei um Bicheiro era considerado um grande marco em sua carreira pelo próprio ator. Em entrevista à revista Filme Cultura, ele esclareceu que:

"Participei do filme no papel de um bicheiro, muito pequeno, e, aliás, de cachê não maior. Assim mesmo fiquei entusiasmado. Nessa época eu trabalhava numa perfumaria no centro da cidade. Passados três dias recebi um telefonema de [Jorge] Ileli dizendo que, assistindo ao copião, haviam gostado muito e tinham resolvido aumentar o meu papel. Pedi na perfumaria autorização para filmar, mas não deram. Abandonei a firma, certo de que estava engrenado. Mas ainda nesta época filmava-se muito pouco, e, lá fiquei eu novamente desempregado, isto é, na rua da anarquia. Para continuar a viver, fui trabalhar em corretagem, mas sempre otimista e com esperança de um dia vir a engrenar mesmo, o que aconteceu. Fui convidado para um papel em Nem Sansão Nem Dalila e desde então felizmente não parei mais".
Ainda durante as filmagens de Amei um Bicheiro ocorreu um fato curioso: duas viaturas policiais estavam passando pela rua no momento em que estavam gravando o filme e pensaram que Wilson Grey era de fato um bandido e o prenderam, mas os diretores Jorge Ileli e Paulo Vanderley convenceram com muito custo os homens da lei a libertarem o ator.
Em 1953, fez mais dois longas, A Dupla do Barulho e Balança Mas Não Cai. Em 1954, dobrou o número, com quatro filmes, entre eles O Petróleo é Nosso. Em 1955, fez mais cinco, incluindo Chico Viola Não Morreu.
 

Seguiu com vários filmes por ano, chegando a sete em 1958, recorde que seria batido em 1970, quando fez oito filmes, repetindo os sete de 1958 em 1971. Bateria mais uma vez o recorde em 1975, quando fez nada mais que doze filmes em um ano. Entre os anos 1950 e 1970, manteve a média de dois filmes por ano, com anos que passava de quatro ou cinco filmes.
| |  |  |
| Wilson atuou em uma grande quantidade de filmes e com diversos atores, como Adriana Prieto, com o qual trabalhou em Lúcia McCartney, e Grande Otelo, com o qual trabalhou em O Homem do Pau-brasil. |  |  |

Fontes afirmam que contracenou em entre 150 e 250 filmes. Também considerava que seu recorde era mundial, mas a imprensa norte-americana especializada sempre o atribuía a um ator da Índia. De acordo com a Folha de S.Paulo, "Este rol mostra a importância que o próprio Grey hasteava, dizendo ser o "recordista mundial em participações em filmes". Podia ser verdade, mas o fato é que sempre foi o ator coadjuvante, o pano-de-fundo da trama, lembrado pelo público, sim, mas sempre atrás de Oscarito e Anselmo Duarte, por exemplo." Entretanto, em 1982, Wilson Grey faz seu primeiro papel principal, o professor Expedito Vitus em O Segredo da Múmia, com o qual ganhou o Candango de Melhor Ator, no Festival de Brasília.
Além das "chanchadas", Grey participou de filmes marcantes do cinema brasileiro, como Memórias do Cárcere e o O Beijo da Mulher Aranha. Considerava Sete Homens Vivos ou Mortos como seu melhor filme.
Apesar de sua extensa carreira não coincidir com o reconhecimento, ele foi prestigiado em algumas oportunidades ao longo dos anos: Em 1954 foi indicado ao prêmio de melhor coadjuvante por Matar ou Correr; em 1955, a ator coadjuvante mais popular do cinema brasileiro pelo Jornal de Cinema e pela Última Hora; em 1969, a ator coadjuvante por Sete Homens Vivos ou Mortos; em 1973, a ator coadjuvante pelos filmes Sagarana - o Duelo e Vai Trabalhar, Vagabundo (sendo que recebeu o Coruja de Ouro por este último); e, finalmente, em 1982, como melhor ator pelo Festival de Brasília.
Ainda estava na ativa, às vésperas de completar setenta anos, quando morreu.[carece de fontes?] Em 1996, foi lançado postumamente seu último filme, O Lado Certo da Vida Errada.

### Televisão
A longa carreira cinematográfica de certa forma ofuscou a participação de Wilson Grey na televisão justamente no momento em que os canais vinham se formando no Brasil. Um dos seus papéis mais memoráveis foi como Imperador Mink, o inimigo mortal do protagonista da série infantil Falcão Negro na TV Tupi.
Assim que tinha sido contratado pela Rede Globo como parte do elenco da novela A Gata de Vison, Wilson Grey cobrou um poiuco mais do salário inicial e como consequência seu personagem foi morto depois de 4 diárias. Como destaque ainda é possível citar sua atuação como um crupiê na minissérie A, E, I, O... Urca, da Rede Globo, além dos muitos capangas e vilões que interpretou nos programas Os Trapalhões e Shazam e Xerife ao longo dos anos 1980. Apesar desse desgaste inicial, ele voltaria a trabalhar na emissora novamente, figurando em produções marcantes como a novela Guerra dos Sexos.

## Vida pessoal
Era casado com Maria Vieira de Sá Chaves, com quem teve dois filhos: Gildete e Giovânio. Sofreu uma isquemia cardíaca em 1989, e dois AVC's em 1990. Faleceu em 1993, vítima de infarto, no Rio de Janeiro. Foi sepultado no Cemitério de São João Batista, em Botafogo.[carece de fontes?]

## Filmografia

### Televisão
| Ano     | Título                        | Papel                         | Notas                                   |
| ------- | ----------------------------- | ----------------------------- | --------------------------------------- |
| 1991    | Estados Anysios de Chico City |                               |                                         |
| 1990    | A, E, I, O... Urca            | João                          |                                         |
| 1988    | Armação Ilimitada             | Bandido                       | Episódio:" O Caso Júnior Filho"         |
| 1986    | Tele Tema                     | Mineiro                       | Episódio: " Luz, Câmera, Ação"          |
| 1986    | Cambalacho                    | Lacraia                       |                                         |
| 1983    | Guerra dos Sexos              | Ismael                        |                                         |
| 1983    | Sítio do Picapau Amarelo      | Caveirinha                    | Episódio: " Robson Crusoé"              |
| 1982    | Sítio do Picapau Amarelo      | Feiticeiro                    | Episódio:" Era Uma Vez Bela Adormecida" |
| 1982    | Caso Verdade                  | Linderley                     | Episódio: " A Grande Promessa"          |
| 1982–90 | Chico Anysio Show             | Linguiça / Vários personagens |                                         |
| 1981    | Chico Total                   | Linguiça                      |                                         |
| 1979–81 | Plantão de Polícia            | Vários personagens            |                                         |
| 1978    | Maria, Maria                  | Raimundo Alves                |                                         |
| 1977–83 | Os Trapalhões                 | Vários personagens            |                                         |
| 1977    | Sítio do Picapau Amarelo      | Jeca Tatu                     |                                         |
| 1975    | Azambuja & Cia.               | Linguiça                      |                                         |
| 1973    | Chico City                    | Linguiça                      |                                         |